# Греческое решение
Греческое решение (греч. Ελληνική Λύση) — правая националистическая политическая партия Греции, основанная бывшим депутатом Кириакосом Велопулосом, отделившаяся в 2016 году от партии Народный православный призыв.
Партия получила 4,18 % голосов на выборах в Европейский парламент 2019 года и 1 место от Греции.

## История
Партия была основана 28 июня 2016 года бывшим членом правого движения Народный православный призыв и журналистом Кириакосом Велопулосом. Представление новой партии произошло 7 октября 2016 года.

## Внешняя политика
«Греческое решение» выступает за дружественные отношения с Китаем и Россией, из-за чего была обвинена в пророссийской позиции. Пресс-секретарь партии Вангелис Фанидис заявил: «Мы идём вместе с интересами Греции, где бы они не лежали — Россия, Америка, Китай. Мы логически склоняемся к христианской России, но это не совсем ясно, учитывая нынешний союз России с Турцией».

## Результаты выборов

### Парламент Греции
| Год  | Парламент Греции | Парламент Греции | Парламент Греции | Парламент Греции | Парламент Греции | Место | Правительство | Лидер              |
| Год  | Голоса           | %                | ±пп              | Места            | +/−              | Место | Правительство | Лидер              |
| ---- | ---------------- | ---------------- | ---------------- | ---------------- | ---------------- | ----- | ------------- | ------------------ |
| 2019 | 171 789          | 3,74             |                  | 10 из 300        | ▲10              | #5    | Оппозиция     | Кириакос Велопулос |

### Европарламент
| Европарламент | Европарламент | Европарламент | Европарламент | Европарламент | Европарламент | Европарламент | Европарламент      |
| Год           | Голоса        | %             | ±пп           | Места         | +/−           | Место         | Лидер              |
| ------------- | ------------- | ------------- | ------------- | ------------- | ------------- | ------------- | ------------------ |
| 2019          | 236 349       | 4,18          |               | 1 из 21       | ▲1            | #6            | Кириакос Велопулос |